# 沼津都市圏
沼津都市圏（ぬまづとしけん）は、静岡県沼津市を中心（駿豆地区）とする都市圏である。

## 定義
一般的な都市圏の定義については都市圏を参照のこと。

### 「10% 都市圏（通勤圏）」
沼津市を中心とする都市雇用圏（10% 通勤圏）の人口は50万9249人（2010年国勢調査基準）。
都市雇用圏（10% 通勤圏）の変遷
- 10% 通勤圏に入っていない自治体は、各統計年の欄で灰色かつ「-」で示す。

| 自治体 ('80) | 1980年                  | 1990年                   | 1995年                   | 2000年                   | 2005年                   | 2010年                   | 自治体 （現在） |
| ------------ | ----------------------- | ------------------------ | ------------------------ | ------------------------ | ------------------------ | ------------------------ | --------------- |
| 戸田村       | -                       | -                        | -                        | -                        | 沼津 都市圏 51万6364人   | 沼津 都市圏 50万9249人   | 沼津市          |
| 三島市       | -                       | 沼津 都市圏 49万4978人   | 沼津 都市圏 50万5536人   | 沼津 都市圏 45万8330人   | 沼津 都市圏 51万6364人   | 沼津 都市圏 50万9249人   | 三島市          |
| 沼津市       | 沼津 都市圏 48万7606人  | 沼津 都市圏 49万4978人   | 沼津 都市圏 50万5536人   | 沼津 都市圏 45万8330人   | 沼津 都市圏 51万6364人   | 沼津 都市圏 50万9249人   | 沼津市          |
| 函南町       | 沼津 都市圏 48万7606人  | 沼津 都市圏 49万4978人   | 沼津 都市圏 50万5536人   | 沼津 都市圏 45万8330人   | 沼津 都市圏 51万6364人   | 沼津 都市圏 50万9249人   | 函南町          |
| 清水町       | 沼津 都市圏 48万7606人  | 沼津 都市圏 49万4978人   | 沼津 都市圏 50万5536人   | 沼津 都市圏 45万8330人   | 沼津 都市圏 51万6364人   | 沼津 都市圏 50万9249人   | 清水町          |
| 長泉町       | 沼津 都市圏 48万7606人  | 沼津 都市圏 49万4978人   | 沼津 都市圏 50万5536人   | 沼津 都市圏 45万8330人   | 沼津 都市圏 51万6364人   | 沼津 都市圏 50万9249人   | 長泉町          |
| 伊豆長岡町   | 沼津 都市圏 48万7606人  | 沼津 都市圏 49万4978人   | 沼津 都市圏 50万5536人   | 沼津 都市圏 45万8330人   | 沼津 都市圏 51万6364人   | 沼津 都市圏 50万9249人   | 伊豆の国市      |
| 韮山町       | 沼津 都市圏 48万7606人  | 沼津 都市圏 49万4978人   | 沼津 都市圏 50万5536人   | 沼津 都市圏 45万8330人   | 沼津 都市圏 51万6364人   | 沼津 都市圏 50万9249人   | 伊豆の国市      |
| 裾野市       | 沼津 都市圏 48万7606人  | 沼津 都市圏 49万4978人   | 沼津 都市圏 50万5536人   | 御殿場 都市圏            | 御殿場 都市圏            | 御殿場 都市圏            | 裾野市          |
| 大仁町       | 沼津 都市圏 48万7606人  | -                        | -                        | -                        | 沼津 都市圏              | 沼津 都市圏              | 伊豆の国市      |
| 修善寺町     | 沼津 都市圏 48万7606人  | -                        | -                        | -                        | 沼津 都市圏              | 沼津 都市圏              | 伊豆市          |
| 土肥町       | -                       | -                        | -                        | -                        | 沼津 都市圏              | 沼津 都市圏              | 伊豆市          |
| 天城湯ヶ島町 | -                       | -                        | -                        | -                        | 沼津 都市圏              | 沼津 都市圏              | 伊豆市          |
| 中伊豆町     | -                       | -                        | -                        | -                        | 沼津 都市圏              | 沼津 都市圏              | 伊豆市          |
| 御殿場市     | 御殿場 都市圏 9万2466人 | 御殿場 都市圏 10万3079人 | 御殿場 都市圏 10万4583人 | 御殿場 都市圏 15万7450人 | 御殿場 都市圏 16万0516人 | 御殿場 都市圏 16万4205人 | 御殿場市        |
| 小山町       | 御殿場 都市圏 9万2466人 | 御殿場 都市圏 10万3079人 | 御殿場 都市圏 10万4583人 | 御殿場 都市圏 15万7450人 | 御殿場 都市圏 16万0516人 | 御殿場 都市圏 16万4205人 | 小山町          |
| 熱海市       | 熱海 都市圏 5万0082人   | 熱海 都市圏 4万7193人    | 熱海 都市圏 4万5610人    | 熱海 都市圏 4万2935人    | 熱海 都市圏 4万1202人    | 熱海 都市圏 3万9611人    | 熱海市          |
| 伊東市       | 伊東 都市圏 6万9638人   | 伊東 都市圏 7万1218人    | 伊東 都市圏 7万2284人    | 伊東 都市圏 7万1715人    | 伊東 都市圏 7万2441人    | 伊東 都市圏 7万1437人    | 伊東市          |

- 2004年4月1日：田方郡修善寺町、土肥町、天城湯ヶ島町、中伊豆町が新設合併して伊豆市となった。
- 2005年4月1日：田方郡伊豆長岡町、大仁町、韮山町が新設合併して伊豆の国市となった。
- 2006年4月1日：沼津市が田方郡戸田村を編入した。